# Roadrunners de Phoenix (ECHL)
Pour les articles homonymes, voir Roadrunners de Phoenix.
Les Roadrunners de Phoenix sont une franchise professionnelle de hockey sur glace en Amérique du Nord qui évoluaient dans l'ECHL. L'équipe était basée à Phoenix en Arizona aux États-Unis.

## Historique
L'équipe est créée en 2005. En 2006-2007, elle est affiliée aux Coyotes de Phoenix de la Ligue nationale de hockey et au Rampage de San Antonio de la Ligue américaine de hockey puis, en 2008-2009, aux Sharks de San José de la LNH et aux Sharks de Worcester de la LAH. Elle cesse ses opérations en 2009.

## Statistiques
| No | Saison    | PJ | V  | D  | DP | DTB | BP  | BC  | Pts | Classement               | Séries éliminatoires    | Entraîneur                |
| -- | --------- | -- | -- | -- | -- | --- | --- | --- | --- | ------------------------ | ----------------------- | ------------------------- |
| 1  | 2005-2006 | 72 | 20 | 47 | 1  | 4   | 156 | 263 | 45  | 6e place, division Ouest | Non qualifiés           | Ronald Filion             |
| 2  | 2006-2007 | 72 | 27 | 40 | 2  | 3   | 201 | 255 | 59  | 4e place, division Ouest | Défaite au premier tour | Ronald Filion Brad Church |
| 3  | 2007-2008 | 72 | 24 | 39 | 5  | 4   | 208 | 265 | 57  | 5e place, division Ouest | Non qualifiés           | Brad Church               |
| 4  | 2008-2009 | 72 | 30 | 37 | 2  | 3   | 200 | 246 | 65  | 5e place, division Ouest | Non qualifiés           | Brad Church               |